# Меріон Мак
Джой Меріон Макрірі (англ. Joey Marion McCreery), відома як Меріон Мак (англ. Marion Mack; 8 квітня 1902 — 1 травня 1989) — американська кіноакторка, сценаристка та агентка з продажу нерухомості. Найбільш відома роль у німій комедії 1926 року «Генерал».

## Початок кар'єри
Джой Меріон Макрірі народилася в містечку Маммот, штат Юта. Після закінчення школи надіслала лист зі своєю фотографією режисеру Маку Сеннету, висловлюючи бажання стати акторкою. Менеджер Сеннета відповів, що їй дадуть можливість показати себе на співбесіді, якщо колись приїде до Голлівуду. Невдовзі Макрірі, її батько та мачуха приїхали до Голлівуду та з'явилися у кіностудії Сеннета Keystone Studios. Попри заперечення батька, Макрірі прийняла пропозицію Сеннета та отримала амплуа «красуня в купальнику» за $25 доларів за тиждень. Її дебютом став фільм «Літнього дня» (1921).
Після появи у кількох короткометражних стрічках Сеннета вона залишила Keystone та підписала контракт із Mermaid Pictures із платнею $100 на тиждень. Під час роботи з Mermaid з'явилась у деяких комедійних короткометражках, але перейшла до Universal, де отримала кілька ролей у вестернах. Повернулась на Mermaid через рік. У 1923 році стала співавторкою та акторкою у напівбіографічній стрічці "Мері з кіно". Саме в цей час взяла сценічне ім'я «Меріон Мак». «Мері з кіно» був фінансово успішним фільмом, тож Мак отримала головні ролі в кримінальній драмі "Один з найсміливіших" (1925) та драмі "Дівчина з карнавалу" (1926). У 1926 році також зіграла свою найвідомішу роль — Анабель Лі у комедії «Генерал», дії якої проходять під час Громадянської війни у США. Фільм мав непоганий успіх, але став касово неуспішним через високий бюджет. Останнім фільмом за участі Мак став "Аліса в країні кіно" (1928).
Мак відмовилась від акторської кар'єри після «Аліси в країні кіно» через те, що тривалі зйомки занадто її втомлювали («Генерал» знімали майже 6 місяців у штаті Орегон). Після добровільного звільнення вона почала кар'єру сценаристки і написала сценарії кількох короткометражок для студій Metro-Goldwyn-Mayer та Warner Bros. Продюсував фільми її чоловік, продюсер Луїс Левін. Режисером одного з фільмів за її сценарієм, а саме короткометражної стрічки «Впорядкований свінг» (англ. Streamlined Swing) 1938 року, став Бастер Кітон.

## Пізні роки
У 1940-х популярність короткометражних стрічок сильно впала, до того ж похитнулося здоров'я чоловіка Меріон. У 1949 році вона знов почала кар'єру з нуля, на цей раз як брокерка із нерухомості в окрузі Орендж, штат Каліфорнія. Сімейна пара мала у власності нерухомість у Беверлі-Гіллз та підтримувала дружні стосунки із колишніми колегами по індустрії кіно, наприклад, з Руді Воллі та Кларою Боу.
У 1970 році на другій хвилі популярності фільму «Генерал» кіноісторик Реймонд Рохауер знайшов Мак у її будинку в Коста-Меса. Хоча фільм і не мав фінансового та значного глядацького успіху відразу після свого випуску, пізніше він знайшов своїх поціновувачів та був визначений одним з найкращих фільмів Бастера Кітона. На підтримку фільму Мак відвідувала покази «Генерала» на різноманітних кінофестивалях, допоки проблеми із серцем не унеможливили подорожі. У 1978 році Мак пережила два серцевих напади, але пізніше з'явилася у документальному серіалі «Голлівуд» (1980), де розповіла про свій досвід роботи над «Генералом».

## Приватне життя
Меріон Мак зустріла продюсера Луїса Левіна після перемоги на конкурсі краси у кіностудії Томаса Х. Інса. Вони одружилися у 1923 році та перебували у шлюбі до його смерті у 1969 році. Мали сина Ленні.
1 травня 1989 року Меріон Мак померла від серцевої недостатності у Коста-Месі, Каліфорнія, у віці 87 років. Після закритого похорону була похована в меморіальному парку Пасіфік Вью в Корона-дель-Мар, Ньюпорт Біч.

## Фільмографія
| Рік  | Назва                | Роль                                    | Примітки                                       |
| ---- | -------------------- | --------------------------------------- | ---------------------------------------------- |
| 1921 | Літнього дня         | Фармеретта                              | Короткометражний Протитрована як Джої МакКрірі |
| 1921 | Репутація            | Інженю                                  | Короткометражний Протитрована як Джої МакКрірі |
| 1921 | Повернення ковбоя    | Бетті Томпсон                           | Короткометражний Протитрована як Джої МакКрірі |
| 1923 | Мері з кіно          | Мері                                    | Сценаристка                                    |
| 1925 | Один з найсміливіших | Сара Левайн                             |                                                |
| 1926 | Дівчина з карнавалу  | Нанет                                   |                                                |
| 1926 | Генерал              | Анабель Лі                              |                                                |
| 1928 | Аліса в Країні кіно  | Аліса                                   |                                                |
| 1938 | Впорядкований Свінг  | –                                       | Короткометражний Сценаристка                   |
| 1940 | Аліса в Країні кіно  | Епізодична роль на залізничному вокзалі | Не вказана у титрах                            |
| 1940 | Rodeo Dough          | –                                       | Короткометражний Сценаристка                   |
| 1942 | Ширяючі зірки        | –                                       | Короткометражний Сценаристка                   |